# ساندرا ريدلي
ساندرا ريدلي (بالإنجليزية: Sandra Ridley)‏ (1973، ساسكاتشوان في كندا)؛ كاتِبة وشاعرة كندية. درست في جامعة يورك.